# Trebejov
Trebejov es un municipio del distrito de Košice-okolie en la región de Košice, Eslovaquia, con una población estimada a final del año 2024 de 215 habitantes.
Se encuentra ubicado en el centro de la región, en la cuenca hidrográfica del río Sajó (afluente derecho del Tisza) y cerca de la frontera con la región de Prešov y con Hungría.

## Demografía
| Año        | 1994 | 2004     | 2014     | 2024    |
| ---------- | ---- | -------- | -------- | ------- |
| Población  | 130  | 163      | 207      | 215     |
| Diferencia |      | +25,38 % | +26,99 % | +3,86 % |

| Año        | 2023 | 2024    |
| ---------- | ---- | ------- |
| Población  | 205  | 215     |
| Diferencia |      | +4,87 % |